# Harmanecká jaskyňa
Die Harmanecká jaskyňa (deutsch Hermanetzer [Tropfstein-]Höhle) ist eine Tropfsteinhöhle, die sich in der Mitte der Slowakei bei der Gemeinde Dolný Harmanec befindet. Geomorphologisch liegt sie in den Kremnitzer Bergen und der Eingang (821 m n.m.) ist 260 Meter über dem Tal des Baches Harmanec situiert. Die Höhle ist insgesamt 2763 m lang, davon sind 720 m als Schauhöhle betrieben.
Der Eingangsbereich, genannt Izbica, ist seit eh und je bekannt und war als Unterkunft bei schlechtem Wetter von Holzfällern und Forstarbeitern genutzt. Eine weitere Untersuchung des Inneren erfolgte jedoch erst im Jahre 1932. Der Entdecker erhielt seinerseits eine Strafe für das unbefugte Betreten des Grundstücks des städtischen Waldes. Während des Zweiten Weltkriegs, im Jahre 1944 diente die Höhle als ein Versteck für die örtliche Bevölkerung. 1949 wurde die Höhle und das umliegende Terrain vermessen, um einen Teil der Höhle für die Öffentlichkeit seit 1950 betreiben zu können. 1968 wurde die Höhle zum geschützten Naturdenkmal erklärt.
Die Höhle bildete sich in zwei Gesteinskomplexen des mesozoischen Gutensteiner Kalks der mittleren Trias. Sie entstand durch die Korrosionswirkung des langsam fließenden Wassers. Sehenswert sind weiße pagodenartige Stalagmite, Sinterbecken, Wandwasserfällen im Gotischen Dom, sowie die „Steinvase“ im Großen Dom, die auch zum Symbol der Höhle geworden ist. Die Lufttemperatur beträgt um 6 °C, die relative Feuchtigkeit 94 % bis 97 %.
Sie ist auch eine der bedeutendsten Fledermauslokalitäten in der Slowakei, mit bisher 11 nachgewiesenen Fledermausgattungen. Hier gehören: Große Hufeisennase (Rhinolophus ferrumequinum), Kleine Hufeisennase (Rhinolophus hipposideros), Großes Mausohr (Myotis myotis), Kleine Bartfledermaus (Myotis mystacinus), Wimperfledermaus (Myotis emarginatus) und Kleines Mausohr (Myotis blythii).